# Austrasia

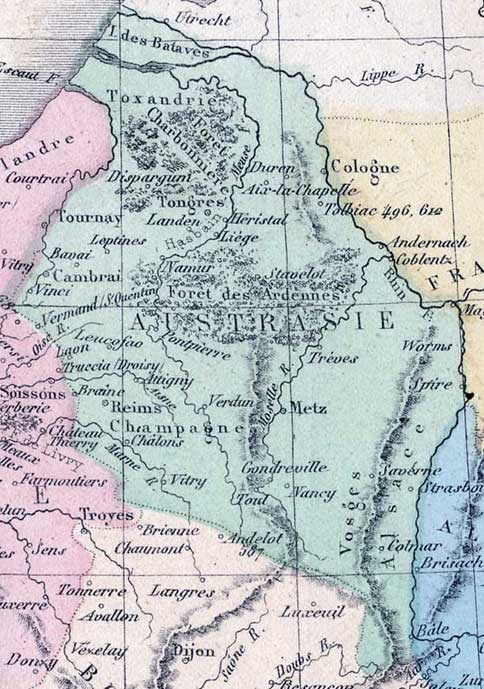
Austrasia în anul 752

Austrasia a reprezentat partea nord-estică a regatului francilor merovingieni, cuprinzând părți ale estului Franței, vestului Germaniei, Belgiei și Olandei de astăzi. Capitala principală era la Metz, deși unii regi ai Austrasiei au domnit și de la Reims.
După moartea regelui franc Clovis I în 511, cei patru fii ai săi și-au împărțit regatul între ei, Theuderic I primind Austrasia. Austrasia și vecina sa, Neustria, s-au implicat în dispute constante, aceste lupte atingând apogeul în timpul războaielor dintre regina Brunhilda a Austrasiei și regina Fredegund a Neustriei. În 613, o răscoală a nobilimii împotriva Brunhildei a dus la trădarea ei, ea fiind predată nepotului și dușmanului său, regele Clotaire II al Neustriei. El a supus-o la tortură timp de trei zile, și apoi a preluat controlul celorlalte două regate, și a pus bazele unui regat franc unit cu capitala la Paris.
Odată cu slăbirea influenței regale în Austrasia, titlul de Prefect a căpătat o putere foarte mare, devenind în cele din urmă ereditar în familia carolingienilor. Sub această dinastie, Austrasia nu a mai format un regat separat.